# Березайка (река)
Береза́йка — река в Новгородской и Тверской области. Длина — 150 км, площадь бассейна — 3230 км², средний расход воды в устье — 27 м³/с. Принадлежит к бассейну Балтийского моря. Крупнейший населённый пункт на реке — посёлок Березайка.
Вытекает из озера Березай, расположенного в Новгородской области на Валдайской возвышенности, впадает во Мсту.
Крупные притоки: Валдайка (слева); Кемка (справа).
В верховьях Березайка — очень узкая и извилистая речка. Ближе к границе Тверской области и сразу после неё Березайка протекает через цепочку озёр — Холмское, Михайловское, Искровно, Пертешно и Селище. По выходе из озёр ширина увеличивается до 15 — 20 метров, течение ускоряется.

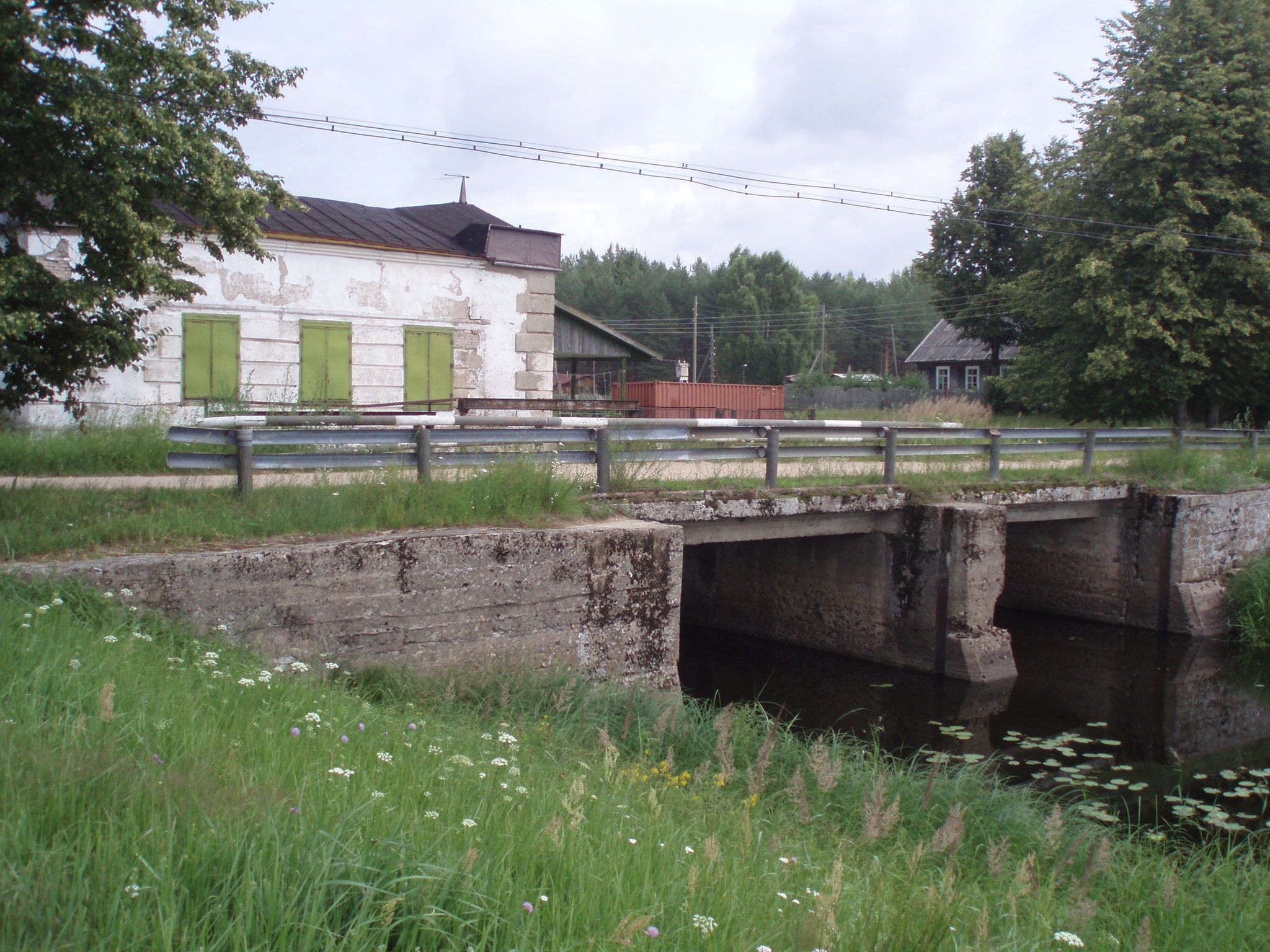
Рютинская плотина

После посёлка Березайка, расположенного на железной дороге Москва — Санкт-Петербург, течение реки замедляется, а ширина увеличивается до 50 — 60 метров, сказывается напор Рютинской плотины на озере Пирос. Березайка протекает это большое озеро в его юго-восточной части, в то время, как в западную часть озера впадает крупнейший приток Березайки — Валдайка.
После Пироса ширина реки вплоть до устья составляет 30 — 40 метров, течение очень быстрое, особенно в половодье. В русле реки — камни и отдельные перекаты, есть несколько полузатопленных мельничных плотин. Берега реки одеты хорошим и живописным лесом.
Березайка впадает во Мсту в черте посёлка Берёзовский Рядок.
Река пользуется популярностью у туристов-водников, в особенности, как начало похода по Мсте.